# Reteena
Reteena és un festival audiovisual jove de Barcelona creat per Clàudia Mera i Maria Castellví que se celebra anualment des de 2018. Dirigit a un públic d'entre tretze i dinou anys, ofereix projeccions de pel·lícules, tallers pràctics, masterclasses i taules rodones. L'objectiu és fomentar una mirada crítica a través de diferents disciplines audiovisuals, com la fotografia, la ràdio, el cinema i els videojocs. El festival compta amb la col·laboració d'entitats educatives i culturals, com l'Escola Joso i l'Escola Eòlia.
El festival es dirigeix especialment a un públic d'entre trezte i dinou anys. Per tal d'incentivar la mirada crítica dels joves, el festival organitza activitats diverses. El festival compta amb diversos convenis amb entitats i escoles que participen esporàdicament al festival, com ara l'Escola Joso, Plató de Cinema, Escola Eòlia, entre d'altres. D'altra banda, les projeccions sempre es vinculen amb els temes tractats a cada edició, per tal de completar-ne la informació i proposar material audiovisual de qualitat als assistents.

## Edicions

### 2018
La primera edició del festival va ser celebrada del 15 al 20 de gener de 2018 a Barcelona, a la fàbrica de creació Fabra i Coats i als Cinemes Texas. Les projeccions van abordar temes com ara la sexualitat, l'amistat i la maduresa i van comptar amb un debat i col·loqui posterior. Els films van ser escollits per la Casa Amèrica, la federació de Cineclubs de Catalunya, el Docs Barcelona i el Goethe-Institut.
Els tallers pràctics, que incloïen els àmbits d'animació, crítica audiovisual, videoclip, ràdio, curts i banda sonora, van ser impartits per diverses entitats com El Bombeto, El Plató de Cinema, El Parlante, Digital Films i Nadir.
Les pel·lícules projectades l'any 2018 van ser les següents:
- 'La propera pell, Isaki Lacuesta i Isa Campo, 2016: Guanyadora del Premi Gaudí a la millor pel·lícula l'any 2016.

- L'himne del cor, Tatsuyuki Nagai, 2015.

- El parc dels vidres trencats, Bettina Blümner, 2013.

- Joana Biarnés, una entre tots, Òscar Moreno i Jordi Rovira, 2015.

- El soñador, Adrián Saba, 2016.

### 2019
La segona edició del festival es va realitzar del 7 al 8 de desembre del 2019 a Barcelona, a la fábrica de creació Fabra i Coats.
Aquest espai es va omplir durant dos dies de cinema, fotografia, interpretació, ràdio, videojocs, Instagram i Youtube. Es va realitzar la projecció de Your Name de Makoto Shinkai en col·laboració amb Cineclubs de Catalunya.
Els tallers pràctics van ser impartits per les entitats EÒLIA, IEFC, Whisky Bar i Nadir, i els temes tractats van ser interpretació, fotografia low cost, creació de podcast i rodatges... També es van portar a terme diverses masterclass com les següents:
- "Blade Runner": Composició defectos visuals - FX Animation

- Videoclips i estereotips - El Parlante

- Storyboard: La clau per fer una bona pel·lícula - Escola Joso

- Muntatge: La creació de significats nous - AMMAC

- Viatge al Japó a través de l'animé - Escola Joso
- Maquillatge Fantàstic - Cazcarra

### 2020
La tercera edició del festival es va realitzar del 3 al 13 de desembre del 2020 a Barcelona, però la majoria d'esdeveniments van dur-se a terme en format digital a causa de l'estat de la pandèmia de Covid-19. Així i tot, la programació va comptar amb taules rodones, cinefòrums i masterclass entre d'altres activitats.
Es van realitzar 4 sessions especials a la Filmoteca de Catalunya de films internacionalment reconeguts els quals van ser Las ventajas de ser un marginado (Stephen Chbosky), La princesa Mononoke (Hayao Miyazaki), Donnie Darko (Richard Kelly) i una sessió de curtmetratges seleccionats.
La projecció de les pel·lícules seleccionades pel festival a través de la plataforma Filmin van ser les següents:
- El sitio de Otto, Oriol Puig, 2019.
- Her Blue Sky, Tatsuyuki Nagai, 2019.
- The Bass of Women, Joana Fornós, 2019.
- Jumbo, Zoé Wittock, 2020.
- That which does not kill, Alexe Poukine, 2019.
- Disco, Jorunn Myklebust Syversen, 2019.
- Violeta no coge el ascensor, Mamen Díaz, 2019.
- Sempre Dijous, Joan Porcel, 2020.
- Les dues nits d'ahir, Pau Cruanyes i Gerard Vidal, 2020.
- Seven days war, Yuta Murano, 2019.
- A perfectly normal family, Malou Reymann, 2020.
- La educación sentimental, Jorge Juárez, 2019.

### 2021
La quarta edició del festival es va realitzar del 4 al 12 de desembre de 2021, ara, amb el 100% de presencialitat i distribuida entre la Fabra i Coats, els Cinemes Girona i la Filmoteca de Catalunya. La temàtica d'enguany girava entorn la generació Z i les tendències que la marquen. Així doncs, les projeccions van comptar amb films com Clueless (1995), Chavalas (2021) o The Corpse Bride (2005). A través de la seva plataforma, Reteena va organitzar també una mostra online de fotografia emergent on els usuaris tenen la possibilitat de mostrar la seva feina a un públic més ampli. Les pel·lícules escollides, en les quals s'observa una gran diversitat cultural van ser:
- "Clueless", Amy Heckerling, 1995
- "Chavalas", Carol Rodríguez Colás, 2021
- "Casablanca beats", Nabil Ayouch, 2021
- "Ovella", Júlia Marcos Lázaro, Daria Molteni, Marc Puig Biel, Sergi Rubio González, 2021
- "Cryptozoo", Dash Shaw, 2021
- "El club de los cinco", John Hughes, 1985
- "As in heaven", Tea Lindeburg, 2021
- "La novia cadáver", Tim Burton, Mike Johnson, 2005
- "Chicas malas", Mark Waters, 2004
- "Belle", Mamoru Hosoda, 2021
- "Camila saldrá esta noche", Inés María Barrionuevo, 2021

### 2022
La cinquena edició del festival audiovisual jove de Barcelona, es va realitzar entre els dies 2 i 11 de desembre de 2022, entre Fabra i Coats i la Filmoteca de Catalunya. Aleshores, el jurat del festival era format per la periodista i escriptora Charas Vega, el guionista i director Victor Alonso-Berbel i l’actriu Zoe Stein.
Dins el programa del festival hi va haver dues grans seccions: d’una banda, les activitats, que van comptar amb taules rodones, tallers pràctics i fins i tot masterclass, d’altra banda, les projeccions, tant pel·lícules com curtmetratges. D’entre aquestes activitats dins l’horari, en destaquem: 
- Masterclass: Batalla de guions
- Taller pràctic d’iniciació a la interpretació
- Taller pràctic de podcast
- Taula rodona sobre els creadors de contingut
- Sessió de curtmetratges de talent jove
- Projecció “Ten Things I Hate About You”, Gil Junger, 1999
- Projecció “La amiga de mi amiga”, Zaida Carmona, 2022
- Projecció “Aftersun”, Charlotte Wells, 2022

### 2023
La sisena edició del festival Reteena, es realitzarà entre els dies 24 i 26 de novembre de 2023 al CaixaForum i del 1 al 3 de desembre a la Filmoteca de Catalunya, on es realitzaran únicament projeccions. Aquest és el primer any que no se celebra a Fabra i Coats, sinó que han comptat amb el suport de Fundació "La Caixa" per dur a terme la sisena edició del festival. Enguany, el jurat es compon per l'actriu Ainara Elejalde Bel, pel graduat en direcció per la ESCAC i director Alejandro Marín i per l'actriu Tai Fati.
Dins la programació del festival trobem dues grans seccions. D'una banda, les projeccions de pel·lícules i curtmetratges i, d'altra banda, activitats com taules rodones, tallers pràctics i masterclass: 
| Divendres, 24 de novembre        | Dissabte, 25 de novembre | Diumenge, 26 de novembre                                                                                            |
| -------------------------------- | --- | --- |
| Projecció: But I'm a cheerleader | Masterclass: El cinema de Greta Gerwig | Masterclass: Llegendes del còmic underground                                                                        |
| Projecció: Negu Hurbilak         | Masterclass: Interpretació davant de càmera: el selftape                                                                                     | Taula Rodona: Creant la banda sonora de La Mesías (amb Hidrogenesse i Raül Refree)                                  |
| Projecció: Scream                | Taula Rodona: Despechá y alocá: Què ens diuen les dives pop sobre l'amor? (Amb Maria Hein, Estela Ortiz, Ofèlia Carbonell i Jordi Chicletol) | Taula Rodona: Diva i monstrua: Els looks icònics de Samantha Hudson (Amb Samantha Hudson, Helena Contreras i Alvie) |
|                                  | Taller: Creació audiovisual amb IAG | Taller: Batalla de guions                                                                                           |
|                                  | Taller: Iniciació al podcast | Taller: El retrat i la macrofotorafia                                                                               |
|                                  | Taula Rodona: La coordinació d'intimitat a l'audiovisual (amb Lola Clavo, Belén Barenys i David Martín Porras)                               | Taula Rodona: La femme fatale al cine noir (amb Francina Ribes, Mariona Borrull, Marina i Ainhoa Marzol)            |
|                                  | Projecció: Sessió de curts de talent jove | Projecció: Sessió de curts de talent jove (II)                                                                      |
|                                  | Projecció: Robot Dreams | Projecció: Ghost World                                                                                              |
|                                  | Projecció: Lady Bird | |

| Divendres, 1 de desembre | Dissabte, 2 de desembre | Diumenge, 3 de desembre    |
| ------------------------ | ----------------------- | -------------------------- |
| Projecció: Las demás     | Projecció: Another body | Projecció: Jo capità       |
|                          |                         | Projecció: How to have sex |